# Plosjtsjad Aleksandra Nevskogo (metrostation, Pravoberezjnaja-lijn)
Plosjtsjad Aleksandra Nevskogo (Russisch: Площадь Александра Невского) is een station van de metro van Sint-Petersburg.
Het station ligt onder het Plosjtsjad Aleksandra Nevskogo (Alexander Nevski-plein) aan de rand van het stadscentrum en is een overstapstation voor de Nevsko-Vasileostrovskaja-lijn (lijn 3) en de Pravoberezjnaja-lijn (lijn 4). Hoewel het station op beide lijnen dezelfde naam draagt - hetgeen ongebruikelijk is bij overstappunten in Russische metrosystemen - liggen de perrons op enige afstand van elkaar; de verbindingsgang tussen beide is zelfs de langste van de Petersburgse metro. Officieel wordt het overstapcomplex dan ook als twee stations beschouwd: Plosjtsjad Aleksandra Nevskogo-I (lijn 3) en Plosjtsjad Aleksandra Nevskogo-II (lijn 4). In de verbindingsgang hangt een reliëf ter ere van de naamgever van plein en station Alexander Nevski. Plosjtsjad Aleksandra Nevskogo-II werd op 30 december 1985 in gebruik genomen. Het ligt 60 meter onder de oppervlakte en beschikt over een perronhal met dragende zuilen. De toegangshal van het station bevindt zich onder een huizenblok in de Tsjernoretski pereoelok, aan de rand van het Alexander Nevski-plein. Bovenaan de roltrappen is het mozaïek "De Slag op het IJs" aangebracht.

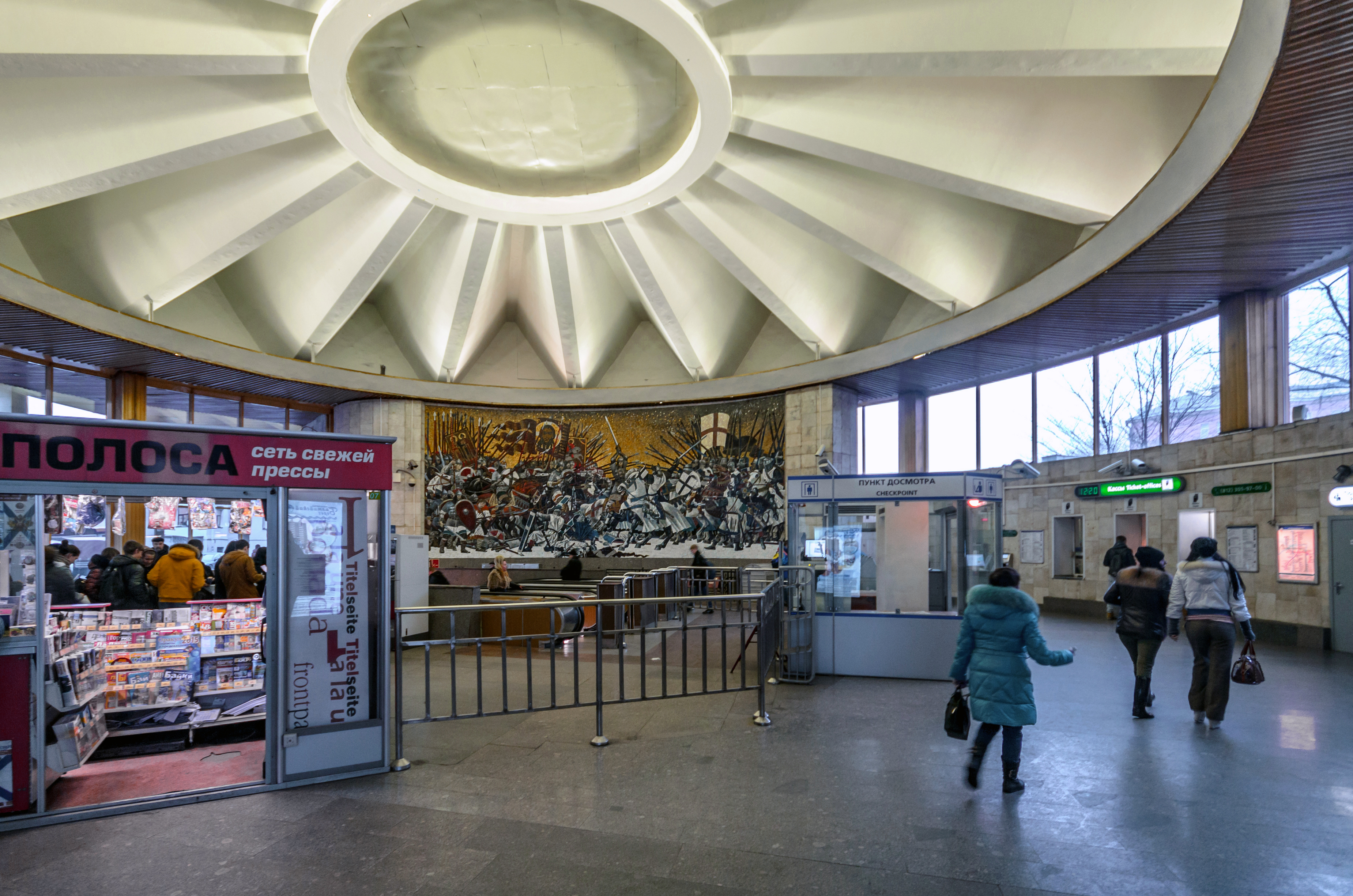
De slag op het IJs in het toegangsgebouw
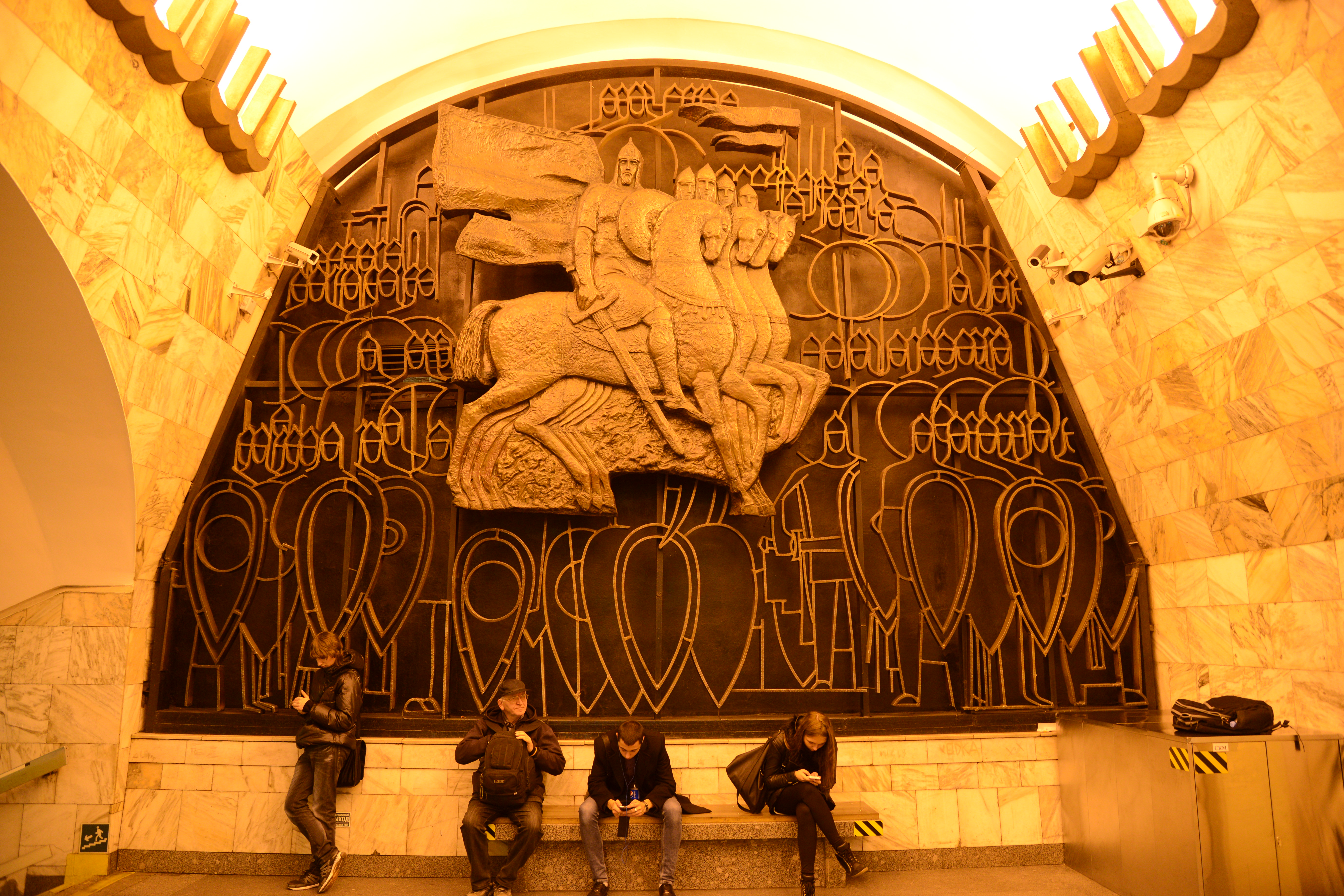
Het reliëf ter ere van Alexander Nevski
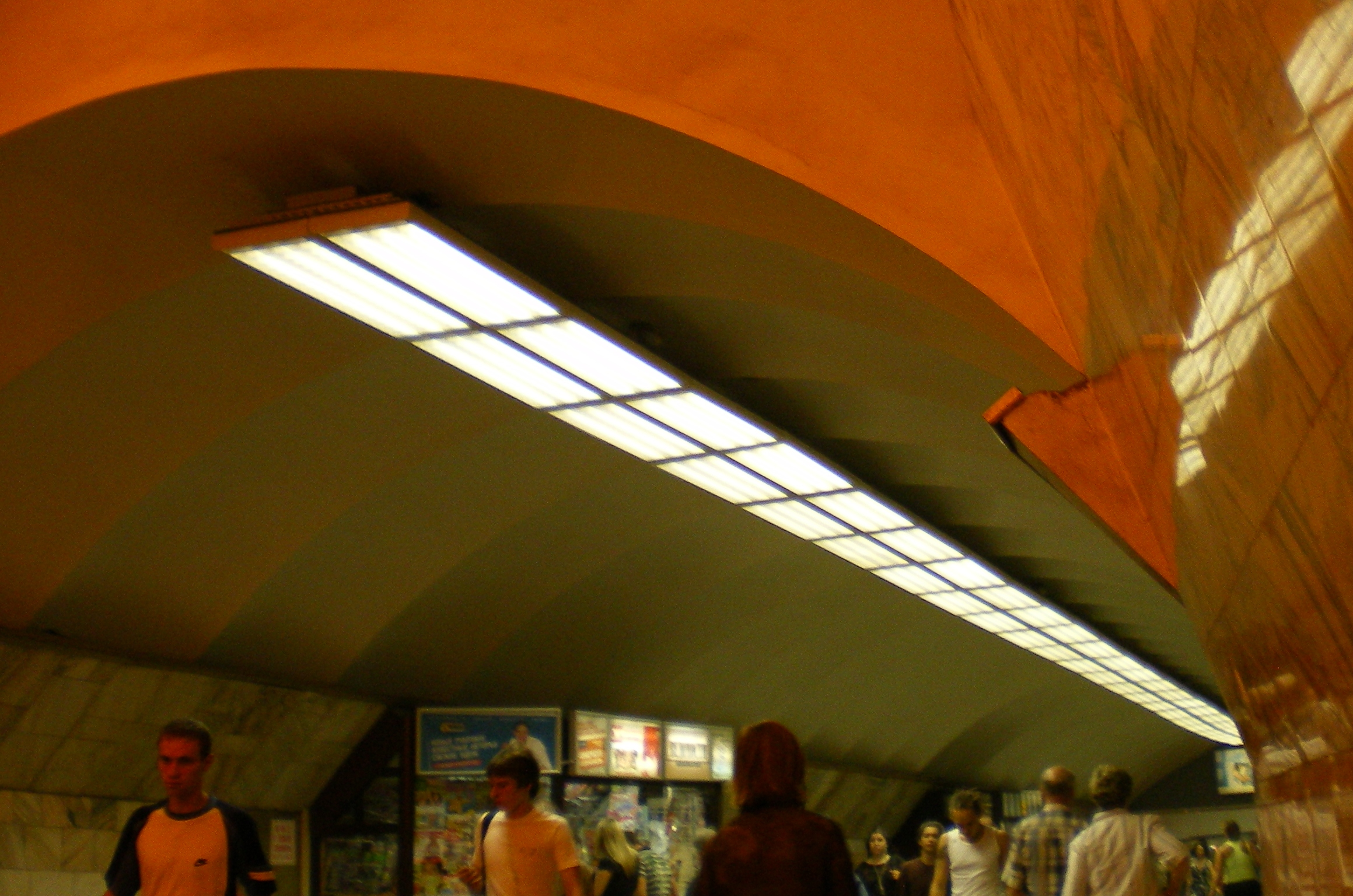
De verbindingsgang tussen beide lijnen